# Tamalluma
Tamalluma (łac. Dioecesis Tamallumensis) – diecezja historyczna w Cesarstwie rzymskim w prowincji Byzacena, współcześnie w Tunezji. Obecnie katolickie biskupstwo tytularne.

## Biskupi tytularni
| Lp. | Biskup                     | Funkcja                                        | Od                   | Do               |
| --- | -------------------------- | ---------------------------------------------- | -------------------- | ---------------- |
| 1   | George Biskup              | arcybiskup koadiutor Indianapolis (USA)        | 20 lipca 1967        | 3 stycznia 1970  |
| 2   | Francis Walmsley           | ordynariusz polowy Wielkiej Brytanii           | 8 stycznia 1979      | 7 marca 1998     |
| 3   | António Carrilho           | biskup pomocniczy Porto (Portugalia)           | 22 lutego 1999       | 8 marca 2007     |
| 4   | Anton Bal                  | biskup pomocniczy Kundiawy (Papua-Nowa Gwinea) | 5 czerwca 2007       | 12 stycznia 2009 |
| 5   | Samuel Irenios Kattukallil | biskup pomocniczy Trivandrum (Indie)           | 25 stycznia 2010     | 10 kwietnia 2018 |
| 6   | Method Kilaini             | biskup pomocniczy Bukoby (Tanzania)            | 31 października 2018 |                  |